# Vifolka och Valkebo kontrakt
Vifolka och Valkebo kontrakt var ett kontrakt i Linköpings stift inom Svenska kyrkan. Det upplöstes 31 december 1996

## Administrativ historik
1701 slogs Valkebo kontrakt och Vifolka kontrakt samman och bildade Vifolka och Valkebo kontrakt. Kontraktet omfattade
delar som 1997 uppgick i Folkungabygdens kontrakt
- Mjölby församling
- Högby församling som 1962 tillfördes från då upplösta Göstrings kontrakt
- Herrberga församling som 1962 tillförts från Gullbergs och Bobergs kontrakt
- Veta församling
- Viby församling
- Herrberga församling
- Västra Hargs församling
- Östra Tollstads församling
- Sya församling

delar som 1997 uppgick i Domprosteriet
- Nykils församling
- Gammalkils församling
- Ulrika församling
- Vikingstads församling
- Rappestads församling
- Sjögestads församling
- Västerlösa församling som 1962 tillförts från Gullbergs och Bobergs kontrakt
- Björkebergs församling som 1962 tillförts från Gullbergs och Bobergs kontrakt

## Kontraktsprostar
| Ämbetstid | Namn                       | Levnadstid | Kommentarer                              |
| --------- | -------------------------- | ---------- | ---------------------------------------- |
| 1701-1706 | Benedictus Mollerus        | 1637–1706  | Kyrkoherde i Rappestads församling.      |
| 1706-1724 | Gabriel Kling              | 1651-1728  | Kyrkoherde i Vikingstads församling.     |
| 1728-1730 | Johannes Schenberg         | 1667-1730  | Kyrkoherde i Normlösa församling.        |
| 1731-1752 | Nils Retzius               | 1670-1752  | Kyrkoherde i Gammalkils församling.      |
| 1753-1781 | Carl Magnus Ekman          | 1712–1781  | Kyrkoherde i Veta församling.            |
| 1782-1791 | Peter Ekwall               | 1714-1791  | Kyrkoherde i Gammalkils församling.      |
| 1792-1793 | Olof Wong                  | 1732-1793  | Kyrkoherde i Vikingstads församling.     |
| 1793-1805 | Carl Gustaf Ekmansson      | 1744–1812  | Kyrkoherde i Veta församling.            |
| 1806-1828 | Christopher Retzius Ekwall | 1759-1828  | Kyrkoherde i Gammalkils församling.      |
| 1828-1847 | Jacob Abrahamsson          | 1784-1847  | Kyrkoherde i Vikingstads församling.     |
| 1848-1854 | Lars Gustaf Könsberg       | 1786-1854  | Kyrkoherde i Nykils församling.          |
| 1854-1865 | Samuel Erik Petersson      | 1790-1865  | Kyrkoherde i Normlösa församling.        |
| 1865-1878 | Andreas Nicolaus Schmidt   | 1806-1878  | Kyrkoherde i Nykils församling.          |
| 1878-1882 | Karl Filip Linde           | 1816-1882  | Kyrkoherde i Gammalkils församling.      |
| 1882-1895 | Sven Alfred Lindblom       | 1824-1908  | Kyrkoherde i Rappestads församling.      |
| 1895-1901 | Carl Thorén                | 1841-1906  | Kyrkoherde i Mjölby församling.          |
| 1901-1906 | Alfred Häger               | 1829-1910  | Kyrkoherde i Vikingstads församling.     |
| 1906-1915 | Fredrik Hjelm              | 1842-1930  | Kyrkoherde i Nykils församling.          |
| 1915-1931 | Adolf Johansson            | 1853-1940  | Kyrkoherde i Mjölby församling.          |
| 1931-1939 | Frans Brunius              | 1866-1953  | Kyrkoherde i Östra Tollstads församling. |
| 1939–1955 | Magnus Liljedorff          | 1894–1958  | Kyrkoherde i Veta församling.            |
| 1963–1972 | Carl Erik Svenstedt        | 1908–1997  | Kyrkoherde i Veta församling.            |
| 1975–1978 | Karl-Einar Sperens         | 1914–1996  | Kyrkoherde i Vikingstads församling.     |
| 1979–1984 | Birger Östling             | 1932–2021  | Kyrkoherde i Veta församling.            |